# Albian Hajdari
Albian Hajdari (Binningen, 18 de mayo de 2003) es un futbolista suizo que juega en la demarcación de defensa para el FC Lugano de la Superliga de Suiza.

## Selección nacional
Tras jugar en las categorías inferiores de la selección, finalmente hizo su debut con la selección de Suiza el 25 de marzo de 2025 en un encuentro amistoso contra Luxemburgo que finalizó con un resultado de 3-1 a favor del combinado suizo tras los goles de Ruben Vargas, Breel Embolo y Miro Muheim para Suiza, y de Danel Sinani para Luxemburgo.

## Clubes
| Club              | País  | Año       | Partidos | Goles |
| ----------------- | ----- | --------- | -------- | ----- |
| FC Basel (cedido) | Suiza | 2020-2022 | 9        | 0     |
| FC Lugano         | Suiza | 2022-     | 109      | 5     |